# Conglomerat (companie)

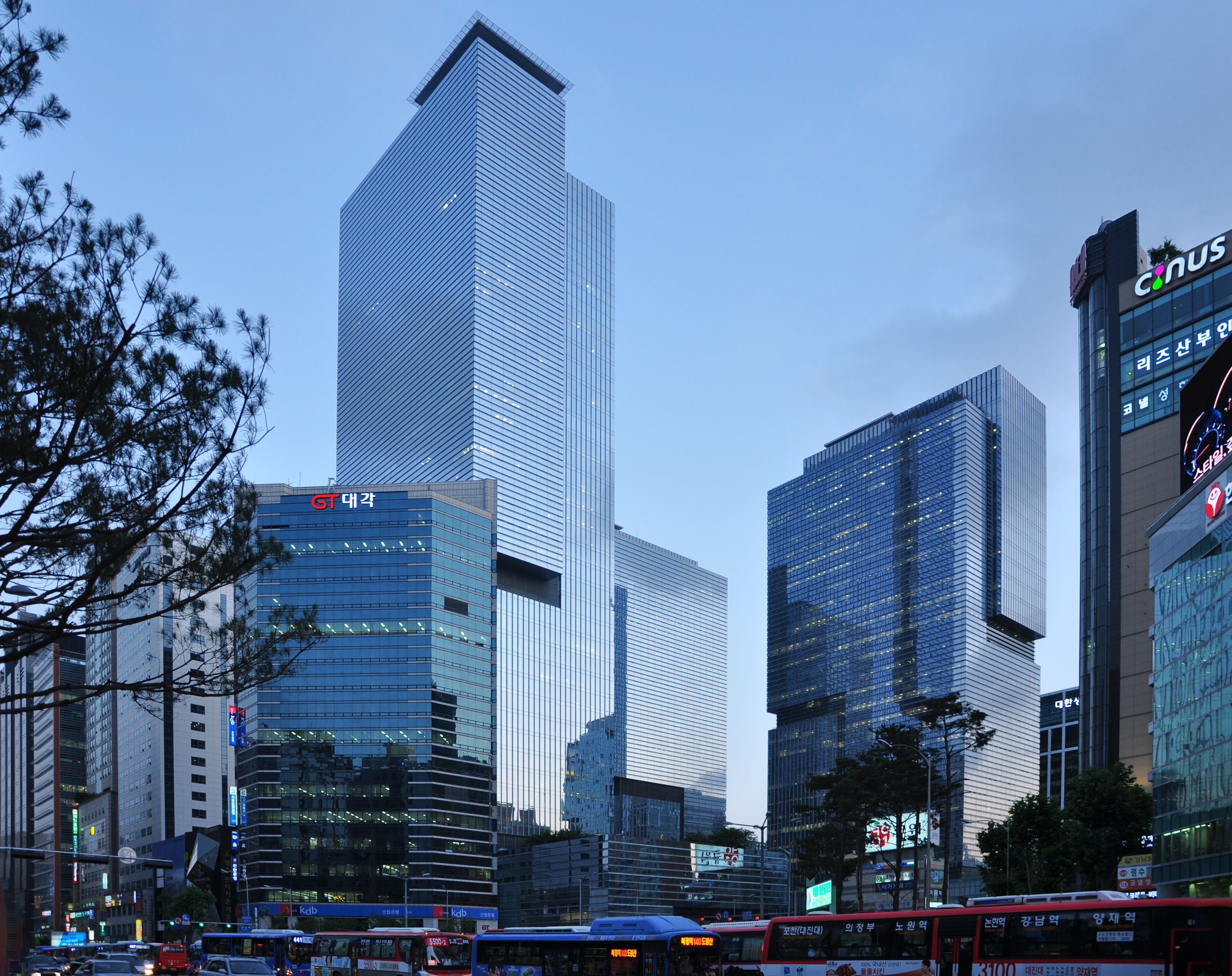
Sediul Samsung din Coreea de Sud

Conglomeratul este o formă de organizație economică alcătuită din mai multe entități de afaceri distincte care activează în industrii diferite. În structura sa, conglomeratul are de obicei o companie-mamă care deține și coordonează filiale juridic independente, dar dependente financiar și strategic de aceasta. Astfel de organizații sunt întâlnite în numeroase domenii, precum mass-media, servicii financiare, energie, minerit, industrie prelucrătoare, comerț cu amănuntul, apărare și transporturi.
Conglomeratele sunt frecvent corporații mari și multinaționale care au o prezență globală și un portofoliu diversificat de produse și servicii. Ele pot fi formate prin fuziuni și achiziții, desprinderi (în engleză spin-off) sau asocieri în participație (engleză joint venture). Principalele obiective sunt obținerea economiilor de scară, consolidarea puterii de piață, diversificarea riscurilor și realizarea de sinergii financiare. În același timp, ele se confruntă cu probleme precum complexitatea structurală, birocrația, conflictele de agenție și reglementările stricte.
Popularitatea conglomeratelor a variat de-a lungul timpului. În Statele Unite, conglomeratele au devenit populare în anii 1960, ca formă de „bulă economică”, alimentată de rate scăzute ale dobânzilor și de achiziții prin îndatorare. Totuși, multe dintre acestea s-au prăbușit sau au fost divizate în anii 1980 din cauza performanțelor slabe, a scandalurilor contabile și a reglementărilor antitrust. În schimb, conglomeratele au rămas răspândite în Asia și continuă să fie importante în economie.

## Conglomerate în lume
Exemple de conglomerate din Europa sunt prezente în Germania (Siemens, Bosch) și Franța (Bouygues, LVMH).
În Statele Unite, exemple notabile de conglomerate includ The Walt Disney Company, Warner Bros. Discovery, Berkshire Hathaway, Johnson & Johnson.
În Asia, conglomeratele sunt prezente în Japonia, Coreea de Sud, China (TCL, ZTE, Huawei, Tencent, Alibaba Group), Japonia, Coreea de Sud, India (Tata Group, Aditya Birla Group), Pakistan (Adamjee Group, Dawood Hercules), Filipine (Ayala Corporation, ABS-CBN, GMA Network).

### Conglomeratul japonez (keiretsu)
În Japonia s-a dezvoltat un model diferit de conglomerat, numit keiretsu. Dacă modelul occidental de conglomerat constă într-o singură corporație cu multiple filiale controlate direct de aceasta, companiile dintr-un keiretsu sunt legate prin participații încrucișate și prin rolul central al unei bănci. Printre cele mai cunoscute keiretsu japoneze se numără Mitsui, Mitsubishi și Sumitomo. Deși nu este un exemplu de keiretsu deoarece este organizată sub forma unei singure corporații diversificate și nu a unei rețele de firme independente, Sony este un exemplu de conglomerat japonez modern. Acesta are operațiuni în electrocasnice, jocuri video, industria muzicală, producția și distribuția de televiziune și film, servicii financiare și telecomunicații.

### Conglomerat coreean (chaebol)
În Coreea de Sud, chaebolul este un tip de conglomerat deținut și condus de o familie. Chaebolurile sunt și ereditar-transmisibile, majoritatea președinților actuali fiind urmașii fondatorilor (tați sau bunici). Printre cele mai mari și mai cunoscute chaeboluri sud-coreene se numără Samsung, LG, Hyundai Kia și SK.

## Avantaje și dezavantaje
- Diversificarea are ca rezultat o reducere a riscului investițional. O scădere înregistrată de o filială poate fi compensată de stabilitatea sau chiar extinderea unei alte divizii. De exemplu, dacă afacerea cu materiale de construcții a Berkshire Hathaway are un an bun, profitul ar putea fi echilibrat de un an slab în afacerea sa de asigurări. Acest avantaj este amplificat de faptul că ciclul economic afectează industriile în mod diferit.
- Un conglomerat poate crea o piață de capital internă atunci când cea externă nu este suficient dezvoltată. Prin această piață internă, diferitele părți ale conglomeratului pot aloca capitalul mai eficient.
- Un conglomerat poate înregistra creștere a câștigurilor prin achiziția de companii ale căror acțiuni sunt mai subevaluate decât ale conglomeratului însuși, precum General Electric și Berkshire Hathaway.[7]

- Costurile sunt ridicate datorită nivelurilor suplimentare de management.
- Transparența contabilă oferă informații mai puțin utile, multe cifre fiind prezentate grupat, și nu separat pentru fiecare afacere. Complexitatea conturilor unui conglomerat îngreunează analiza și facilitează ascunderea problemelor de către management.[8]
- Acțiunile unui conglomerat pot avea o valoare de piață mai mică decât suma valorilor individuale ale afacerilor sale deoarece investitorii își pot diversifica portofoliul cumpărând direct acțiuni din fiecare companie. Astfel, conglomeratul este adesea evaluat mai puțin decât valoarea combinată a filialelor sale.
- Conflictele culturale asu inerția pot distruge valoare sau împiedica inovația.[9]
- Conglomeratele prezintă un risc mai mare de a deveni prea mari pentru a eșua.[10]